# حسن حامد
حسن حامد ممثل ومنتج مصري، من مواليد 21 يونيو 1932، بدأ حياته العملية كرياضي وعمل مدرسًا للتربية الرياضية بعد تخرجه في المعهد العالي للرياضة، دخل مجال السينما في مطلع خمسينيات القرن العشرين، وكانت أدواره تنحصر في أدوار الشر والمعارك لبنيته وعضلاته المفتولة  حتى أن الممثل توفيق الدقن، وأثناء تصوير فيلم «المخادعون» عام 1973، اعترض على أن يدخل في معركة مع حسن حامد قائلاً: «فريد شوقي يضربني ما فيش مانع.. محمود المليجي زي بعضه، وكمان رشدى أباظة أبو إيد تقيلة، لكن حسن حامد لأ»، وتم تغطية المشهد بأن تكون معركة يشارك فيها الأشرار بما فيها حسن حامد وليس حسن حامد وحده أمام توفيق الدقن فقط. ابتداء من النصف الثاني من الستينيات، اتجه إلى الإنتاج، وقام بالبطولة الثانية والمشاركة لأفلامه التي أنتجها.
توفي الفنان حسن حامد في يوم 3 يناير عام 1989.

## الأعمال التمثيلية (71 عملاً)
المتمرد (فيلم) 1987 – ابن عمار (مسلسل) 1985 - اللص الظريف (مسلسل) 1982 - فتوات بولاق (فيلم) 1981 - الكعبة المشرفة (مسلسل) 1981 - جحا وبنات الشهبندر (مسلسل) 1978 – هروب (مسلسل) 1976 - الكل عاوز يحب (فيلم) 1975 – 24 ساعة حب (فيلم) 1974 - رجال لا يخافون الموت (فيلم) 1973 - المخادعون (فيلم) 1973 - البحث عن فضيحة (فيلم) 1973 - حياة خطرة (فيلم) 1971 - يوم واحد عسل (فيلم) 1969 - مجرم تحت الاختبار (فيلم) 1969 - شهر عسل بدون إزعاج (فيلم) 1968 - إجازة بالعافية (فيلم) 1966 - شياطين الليل (فيلم) 1966 - فارس بن حمدان (فيلم) 1966 – 30 يوم في السجن (فيلم) 1966 - المشاغب (فيلم) 1965 - باسم الحب (فيلم) 1965 - اقتلني من فضلك (فيلم) 1965 - لعبة الحب و الجواز (فيلم) 1964 - رابعة العدوية (فيلم) 1963 - أميرة العرب (فيلم) 1963 - يوم الحساب (فيلم) 1962 – أغفر لي خطيئتي (فيلم) 1962 - الحاقد (فيلم) 1962 - خذني بعاري (فيلم) 1962 - عنتر بن شداد (فيلم) 1961 – دماء على النيل (فيلم) 1961 - العاشقة (فيلم) 1960 - خلخال حبيبي (فيلم) 1960 - الغجرية (فيلم) 1960 - البنات و الصيف (فيلم) 1960 - الرجل الثاني (فيلم) 1959 – الله أكبر (فيلم) 1959 - صراع في النيل (فيلم) 1959 - أبو حديد (فيلم) 1958 - امرأة في الطريق (فيلم) 1958 - إسماعيل ياسي بوليس حربى (فيلم) 1958 - ساحر النساء (فيلم) 1958 – سواق نص الليل (فيلم) 1958 - حبيب حياتي (فيلم) 1958 – مجرم في إجازة (فيلم) 1958 - سلطان (فيلم) 1958 - ابن حميدو (فيلم) 1957 - صراع مع الحياة (فيلم) 1957 - أرض السلام (فيلم) 1957 – لن أبكي أبداً (فيلم) 1957 – إسماعيل يس في الأسطول (فيلم) 1957 - سجين أبو زعبل (فيلم) 1957 – بورسعيد (فيلم) 1957 - إسماعيل يس في البوليس (فيلم) 1956 - شياطين الجو (فيلم) 1956 – حب وإعدام (فيلم) 1956 - صحيفة سوابق (فيلم) 1956- قتلت زوجتى (فيلم) 1956 - قلوب حائرة (فيلم) 1956 - رصيف نمرة 5 (فيلم) 1956 - لحن الوفاء (فيلم) 1955 – سيجارة وكاس (فيلم) 1955 - رقصة الوداع (فيلم) 1954 - عروسة المولد (فيلم) 1954 - الفارس الأسود (فيلم) 1954 - فتوات الحسينينة (فيلم) 1954 - بنات حواء (فيلم) 1954 - تاكسي الغرام (فيلم) 1954 - بنت البلد (فيلم) 1954 - حميدو فيلم 1953.

## وصلات خارجية
- حسن حامد على موقع قاعدة بيانات الأفلام العربية
- حسن حامد على موقع دهليز
- حسن حامد على موقع الوفد
- حسن حامد على موقع دهليز
- حسن حامد على موقع كاروهات